# Ельчаниновы
Ельчаниновы (Елчаниновы) — древний дворянский род.
При подаче документов (1686), для внесения рода в Бархатную книгу, была предоставлена родословная роспись Елчаниновых и шесть царских жалованных грамот, древнейшая из которых (1462) Волоцкого князя Бориса Васильевича подтверждает Константину Елчанинову и его сыну Афанасию право на их вотчину деревню Ивановское, починок Быковский и пустошь Загорская в Скирманове стане Рузского уезда. Остальные грамоты датируются (1498 - 1576)
Иван Титович Ельчанинов (из дворян Ржево-Владимирского уезда), лейб-компании вице-капрал (с 25.11.1746), Высочайше подтверждён в потомственном дворянском достоинстве Российской Империи 31.12.1741.
Род Ельчаниновых внесён в VI часть родословной книги: Рязанской, Смоленской, Тамбовской, Липецкой, Тверской и Ярославской губерний.

## Происхождение и история рода
Предок их, поляк Алендрок Ельчанинов, выехал из Польши в Россию к великому князю Василию Васильевичу Потомки Алендрока были жалованы вотчинами (1467). Афанасий Ельчанинов упомянут в духовной грамоте князя Ивана Борисовича Волоцкого (1504). Гавриил Никифорович упомянут в Колыванском походе (1540), а Кирилл, Ефим, Алексей, Кондратий в Казанском походе (1544). Матвей Иванович упоминается в Шведском походе (1549), Алексей Михайлович в Полоцком походе (1551).  В списке опричников (1573) значатся: «Иван, Фёдор, Григорий, сын боярский Данило Афанасьевич (владел поместьем в Московском уезде 1573) и Афанасий Афанасьевич Елчаниновы». Иван Елизарьевич полковой воевода, убит литовцами под Торопцом (1580), а брат Фёдор Елизарьевич полковой воевода против горных черемис (1584). Богдан Романович вёрстан новичным окладом по Ржеву (1594). Ельчаниновы: Бажен Михайлович владел поместьем в Нижегородском уезде (1613), Василий Евстафьевич и Ширяй Захарьевич владели вотчинами в Рузском уезде (1622), Борис Фёдорович поместьем в Угличском уезде (1640). Десять представителей рода Елчаниновых владели населёнными имениями (1699)..

## Описание герба
Щит разделён перпендикулярно на четыре части, из которых в первой части, в зелёном поле, изображена куча ядер и по сторонам видны три серебряные шестиугольные звезды. Во второй части, в золотом поле, и в четвёртой части, в зелёном поле, поставлена ель, имеющая вершину натурального цвета, а корень — золотой. В 3-й части, в голубом поле, видна выходящая из облаков рука в серебряных латах с поднятым вверх мечом (польский герб Малая Погоня).
Щит увенчан обыкновенным дворянским шлемом с дворянской короной и тремя страусовыми перьями; Намёт на щите зелёного и чёрного цвета, подложенный золотом. Герб рода Ельчаниновых внесён в Часть 4 Общего гербовника дворянских родов Всероссийской империи, стр. 44.

## Известные представители
- Елчанинов Никифор Григорьевич — сын боярский и голова в Мангазее (1603-1605), убит в Московское осадное сидение (1618).
- Елчанинов Степан Артемьевич — суздальский городовой дворянин (1627).
- Елчанинов Василий Никифорович — московский дворянин (1627-1640).
- Елчанинов Дорофей Образцов — московский дворянин (1627-1658).
- Елчанинов Дорофей Карпович — воевода в Заонежских погостах (1636-1641 и 1649), Дорогобуже (1656).
- Елчанинов Дорофей Матвеевич — голова сотни встречающий крымских гонцов на Серпуховской дороге (1638).
- Елчанинов Абрам Матвеевич — послан в Колу промышлять слюду (1668).
- Елчанинов Василий Миронович — московский дворянин (1677).
- Елчаниновы: Иван Васильевич, Иван Дорофеевич, Василий Семёнович, Афанасий и Григорий Ивановичи — стольники (1682-1692)[7][6][8].
- Ельчанинов, Яков Васильевич (1710—1781) — генерал-поручик, Киевский губернатор.
- Ельчанинов, Богдан Егорович (1744—1769) — полковник, герой русско-турецкой войны (1768—1774), драматург, племянник Я. В. Ельчанинова.
- Ельчанинов, Матвей Максимович (1756—1816) — генерал-майор флота, герой русско-турецкой войны (1787—1892).
- Двое Елчаниновых NN - поручики Астраханского гренадерского полка погибли в Бородинском сражении (1812), их фамилии занесены на стену храма Христа Спасителя г. Москва[4].
- Ельчанинов, Иван Николаевич (1862—1919) — русский генеалог и архивист, метеоролог.
- Елчанинов, Андрей Георгиевич (1868—1918) — генерал-лейтенант генерального штаба, ординарный профессор Императорской Николаевской военной академии, по кафедре стратегии.
- Елчанинов, Георгий Георгиевич (1870 — ?) — военный писатель-беллетрист (псевдоним Егор Егоров), капитан 3-го Финляндского строительного артиллерийского дивизиона
- Елчанинов, Георгий Иванович (1871—1924) — генерал-майор, последний командир 12-го Ахтырского гусарского полка, участник Первой мировой войны, военачальник УНР и гетманской армии, а затем участник Белого движения на Юге России.
- Ельчанинов, Александр Викторович (1881—1934) — священник Русской православной церкви, философ и богослов.
- Невельская (в девичестве Ельчанинова) Екатерина Ивановна (1831—1879) - внучка генерала М. М. Ельчанинова, жена адмирала Г. И. Невельского.